# خوان كارلوس باز (لاعب كرة قدم)
خوان كارلوس باز هو لاعب كرة قدم أوروغواياني، ولد في 6 سبتمبر 1944.